# ATD Czwarty Świat
ATD Czwarty Świat (fr. Aide à toute Détresse – Quart Monde, tłum. Pomoc wobec każdego nieszczęścia – Czwarty Świat; obecnie skr. ATD oznacza ang. All Together in Dignity – fr. Agir Tous pour la Dignité, tłum. „Razem postawmy na godność”) – międzynarodowy ruch humanitarny i organizacja non-profit mające na celu walkę z nędzą i ubóstwem. Prowadzi działalność charytatywną oraz realizuje projekty badawczo-naukowe dotyczące mechanizmów nędzy i wykluczenia społecznego. 
ATD zawiązało swoją działalność w 1957 roku pod Paryżem z inicjatywy ojca Józefa Wrzesińskiego oraz rodziny z obozowiska dla bezdomnych w Noisy-le-Grand. Termin „Czwarty Świat” pojawia się dopiero około 1968 roku, kiedy to ojciec Wrzesiński określa ATD mianem w formie znaczącej początkowo „Czwarty Stan” lub Quatrième Ordre używanym w czasie Rewolucji Francuskiej jako określenie „nieszczęśników, biedaków i tych, którzy nie są nigdzie reprezentowani”. Nazwa „Czwarty Świat” dotyczy warstwy ludzi najbiedniejszych, która istnieje we wszystkich krajach świata, zarówno bogatych, jak i biednych.
W latach 1964–1998 na czele ruchu stała Geneviève de Gaulle-Anthonioz, która w 1988 roku po śmierci Józefa Wrzesińskiego stanęła na czele ruchu. Jej udział nadał ruchowi ATD rozgłosu i ułatwił prowadzenie działalności.
W Polsce Ruch ATD Czwarty Świat rozpoczął swoją działalność w 1998 roku w Kielcach od spotkania wolontariuszy z bezdomnymi na dworcu PKP i w noclegowni. Od tego czasu trwają regularne spotkania i coroczne obchody Międzynarodowego Dnia Walki z Ubóstwem, 17 października. W 2002 roku przy dworcu PKP w Kielcach ustawiono krzyż upamiętniający zmarłych bezdomnych. Rok później zorganizowane zostały warsztaty artystyczne w Kałkowie k. Kielc.
W Warszawie ATD Czwarty Świat rozpoczął działalność w 2004 roku. W salach Uniwersytetu Warszawskiego odbył się Ósmy Uniwersytet Powszechny, gdzie spotkali się ludzie najubożsi, wolontariusze i politycy z całej Europy, by wspólnie dyskutować o godności człowieka oraz o walce z nędzą i wykluczeniem społecznym.